# Pentawer
Pentawer – starożytny egipski książę z XX dynastii, syn faraona Ramzesa III i jego żony Teje. Brał udział w tzw. „spisku haremowym”, mającym na celu zabicie jego ojca i umieszczenie Pentawera na tronie. Został uznany za winnego popełnionego przestępstwa i skazany na karę śmierci – pozwolono mu popełnić samobójstwo.